# Jean-Baptiste Harmand
Pour les articles homonymes, voir Harmand.
Jean-Baptiste Harmand dit de la Meuse, né le 10 novembre 1751 à Pouilly-sur-Meuse, mort le 24 février 1816 à Paris, est un homme politique français. Il est député de la Meuse pendant la Convention et le Directoire. 

## Biographie
Cousin de Nicolas François Harmand, il fit ses études au collège de Verdun, d’où il passa au séminaire de la même ville, qu’il quitta pour aller étudier le droit à l’université de Reims. Il était dans cette ville lors du sacre de Louis XVI, le 11 mai 1775 et eut l’occasion de lire sur les murs de l’Hôtel-Dieu, près du palais de l’archevêché que ce prince occupait, ces mots écrits en rouge : « sacré le 11, massacré le 12 ». Il attribuait cette inscription à l’agitation qui existait encore dans les esprits par suite des dissensions qu’avaient occasionnées les querelles des parlements.
Peu de temps après, il s’enrôla dans le régiment de Vivarais infanterie, où il parvint au grade de porte-drapeau. Il passa plus tard dans un autre corps. Il avait participé avec ce régiment de Vivarais à une expédition des grandes Indes. Revenu vers 1787 à Bar-le-Duc, il y exerçait la profession d’avocat lorsque la Révolution éclata. Il en adopta les principes, fut élu d’abord juge de paix, puis député à la convention nationale, où il fut désigné sous le nom de « Harmand de la Meuse ».
Dans le procès du roi Louis XVI, il rejeta d’abord l’appel au peuple, puis il se rapprocha du parti modéré et s’exprima ainsi sur la question de la peine à infliger : « Ne pouvant puiser la peine dans le Code pénal, puisque vous en avez écarté les formes, je vote le bannissement immédiat ». Lorsque la condamnation fut prononcée, Harmand sembla revenir aux opinions extrêmes et il vota contre le sursis. Après ce grand procès il garda un silence absolu; mais après que Robespierre fut tombé, il se rangea avec beaucoup de zèle du parti thermidorien.
C’est alors qu’il fut nommé membre du comité de sûreté générale, et qu’en cette qualité on le chargea pendant quelque temps de la police de Paris. Étant monté souvent à la tribune à cette époque pour y combattre et dénoncer les terroristes ou partisans de Robespierre, il signala entre autres les hommes Trouville et Tissot, qui avaient excité une émeute au faubourg Saint-Antoine, et il annonça leur arrestation. Il s’éleva aussi contre les terroristes du Haut-Rhin et du Bas-Rhin, et accusa notamment Monnot et Schneider d’avoir exercé dans ces contrées une horrible tyrannie ; enfin il parla contre la réunion de la Belgique à la France, et sur ce point, il fut presque seul de son avis.
Il avait été nommé commissaire de la convention aux grandes Indes, et il se trouvait ainsi destiné à administrer avec une haute autorité cette contrée qu’il avait visitée quinze ans plus tôt à un titre bien différent. Mais ce projet ayant été abandonné, il fut envoyé en Alsace. Là, comme à la police de Paris, il s’efforça d’adoucir la rigueur des lois de la révolution, et il s’attacha à en consoler les victimes. D’honorables souvenirs témoignent de sa modération qui dans beaucoup de circonstances de sa carrière politique ne fut pas sans courage.
Après la session conventionnelle, Harmand de la Meuse passa au conseil des anciens par la réélection des deux tiers, et il y resta jusqu’en 1798. Son département le réélut l’année suivante pour le conseil des cinq-cents, où il se montra favorable à la révolution du 18 brumaire. Le gouvernement consulaire l’en récompensa en le nommant préfet du Haut-Rhin. Mais quelques difficultés qu’il éprouva avec son secrétaire général lui firent bientôt perdre cet emploi. Du reste, le secrétaire fut aussi révoqué dans cette circonstance.
Peu après Harmand fut nommé consul à Saint-Ander, puis consul général à Dantzig, mais il ne voulut se rendre ni à l’une ni à l’autre destination, persistant, malgré les ordres qu’il recevait, à rester à Paris, il finit par perdre irrévocablement sa place et sa carrière. Après avoir épuisé toutes les ressources qu’il avait pu tirer de son petit patrimoine, ainsi que des secours de sa famille, il mourut dans une profonde misère.
Il avait publié en 1811 un opuscule sous le titre d’Anecdotes relatives à quelques personnes et à plusieurs événements remarquables de la révolution, Paris, in-8°. Cet ouvrage a été réimprimé après sa mort en 1820, avec l’addition de douze anecdotes qu’on dit dans un avertissement avoir été supprimées par la censure, lors de la première édition. Ce recueil fait connaitre des circonstances et des détails sur les prisonniers du Temple, sur Charlotte Corday, sur Vergniaud, sur quelques autres personnages de la Révolution, et principalement sur les enfants de Louis XVI que Harmand avait visités dans la prison du Temple après le 9 thermidor, en qualité de commissaire de la convention, et enfin sur le tribunal révolutionnaire, à l’occasion de la condamnation de son compatriote, son ami et allié de sa famille, Pierre-François Gossin.